# 苻法
苻 法（ふ ほう、? - 357年）は、五胡十六国時代の前秦の皇族。第3代君主の苻堅の庶長兄である、苻雄の庶長子。字は永則、小字（幼名）は阿法。諡号は献哀王。

## 生涯
苻雄の子として生まれた。
苻健の時代に後将軍に任じられ、清河王に封じられた。
352年7月、前秦の将軍劉珍・夏侯顕が鄠で反乱を起こすと、その勢力は数万人に及んだ。9月、苻法は苻飛と共に劉珍・夏侯顕の討伐に当たると、12月には鄠を攻略して劉珍・夏侯顕を斬った。
苻健の死後は子の苻生が後を継いだが、彼は残忍にして暴虐な人物であり、いつも遊び呆けては酒を飲み、官吏･女官などの殺戮を繰り返していた。
357年6月のある夜、苻生は侍婢（侍女）へ「阿法（苻法の小字）の兄弟も信用出来んな。明日にでもこれを除くとするか」と漏らしたが、その侍婢は苻法へこの事を密告した。その為、苻法は先んじて政変を決行すると、特進梁平老・光禄大夫強汪らと壮士数百人を率いて雲龍門より宮殿へ突入した。これに弟の苻堅も呼応し、尚書呂婆楼と共に麾下の兵数百を率い、軍鼓を鳴らして進軍した。これにより宿衛の将士は戦意喪失し、みな武器を捨てて従った。この時、苻生はまだ酔い潰れて眠っており、兵は彼を別室に連行すると、越王に降格してから殺害した。
政変が成ると、弟の苻堅は苻法へ帝位に即くよう勧めた。だが、苻法は「汝こそが嫡男である。また賢人であるから立つべきであろう」と述べ、 自らが 庶子（側室の子）であった事から勧めに応じなかった。だが、苻堅もまた「兄は年長ですから立つべきです」と言い返し、その勧めに応じなかった。これを見た苻堅の生母である苟氏は、涙ながらに群臣へ「社稷とは重事であり、小児（苻堅）が自ら理解する事は出来ないでしょう。他日、もし今日の事で後悔があれば、その災いは諸君の身にも降りかかりますよ」と述べ、苻堅を即位させるように手を回すよう請うた。これを受け、群臣はみな頓首して苻堅へ即位を要請したので、苻堅は遂に従った。だが、皇帝号は名乗らずに大秦天王を称した。苻法は苻堅より、使持節・侍中・都督中外諸軍事・丞相・録尚書事に任じられ、東海公に封じられた。
苻法は苻堅より年長であり、また賢明な人物でもあった事から、その人望は非常に厚かった。その為、苻堅の生母である苟氏は、彼が苻堅を脅かす存在になるのではないかと常々憂慮していた。
11月、苟氏は宣明台に赴く途上、苻法の邸宅を通りかかったが、その門前には多くの車馬が集まっていた。これにより彼女は苻法が何か謀略を企んでいるのではないかとさらに疑念を抱くようになった。遂には衛軍将軍李威と共謀すると、苻法はその企みにより賜死させられてしまった。苻堅は東堂において苻法の遺体と見えると、慟哭の余り吐血したという。また、苻法へ本官（使持節・侍中・都督中外諸軍事・丞相・録尚書事）を贈り、献哀公と諡し、子の苻陽に東海公を継承させ、苻敷を清河公に封じた。

## 逸話
苻生を暗殺する日の夜、苻法はある夢を見た。その内容は、神が現れて彼へ「明朝、禍はまさに汝の一門に及ぶであろう。先に悟る事が出来れば、これを免れるであろう」というものであった。その後目が覚めても動悸がしていたが、そこへ侍婢がやって来て苻生の発言を告げたので、苻法は政変を決意したのだという。

## 子
- 東海王苻陽
- 清河王苻敷

### 苻陽について
苻陽は常人に倍する勇敢さと力が強さを持ち合わせていたという。苻法の死後も前秦に仕え、苻堅の治世末年には大司農にまで至った。
382年3月、苻陽は員外散騎侍郎王皮（王猛の子）・東晋からの降将周虓と共に謀反を企てたが、事前に事が露見して廷尉に下されてしまった。苻堅が謀反を起こした理由を問うと、苻陽は「『礼』に則ったまでです。父母の仇とは天地を同じく出来ません。臣の父である哀公（苻法）は、罪無く殺されました。斉襄（斉の襄公）は九世の仇を取りました。ましてや臣のような立場であればどうでしょうか！」と答えた。苻堅は涙を流して「哀公の死は朕の在らぬ所で起きた。卿はどうしてそれを分からぬか！」と返したが、彼を赦免して誅殺する事は無く、涼州の高昌郡に移らせた。
その後しばらくして、西域の鄯善に移った。
385年、相次ぐ反乱により前秦が大いに乱れると、鄯善の相を連れ去って東へ帰還しようと考えたが、鄯善王により殺害されてしまった。